# 加工出口工廠
加工出口工廠，源自西班牙語 maquiladora（亦可寫為 maquila），指美洲地區的外国公司在當地保税区内开办的，专门使用免税输入的材料和设备以及当地廉价的劳动力来组织生产的工厂形式，通常生产出来的产品又出口给來源国。在墨西哥就有約130万人受雇于美国人投資的加工出口工廠。